# Helicia versteeghii
Helicia versteeghii är en tvåhjärtbladig växtart som beskrevs av D.B. Foreman. Helicia versteeghii ingår i släktet Helicia och familjen Proteaceae. Inga underarter finns listade i Catalogue of Life.